# Marie Cardinal
Pour les articles homonymes, voir Cardinal.
Simone Odette Marie-Thérèse Cardinal, dite Marie Cardinal, est une romancière, journaliste et actrice franco-canadienne née le 9 mars 1928 à Alger et morte le 9 mai 2001 à Valréas.

## Biographie
Sœur du réalisateur Pierre Cardinal, elle voit le jour à Alger. Licenciée en philosophie à Paris en 1948, elle obtient son diplôme d'études supérieures de philosophie sur Philon d'Alexandrie. Puis elle décide de préparer l'agrégation, préparation qu'elle interrompt après son mariage en 1953 avec Jean-Pierre Ronfard, metteur en scène et comédien de théâtre. De leur union naissent trois enfants : Benoît, écrivain, Bénédicte, et Alice Ronfard, metteuse en scène de théâtre.
De 1953 à 1960, elle enseigne la philosophie à l'École française de Salonique, à Lisbonne, Vienne et enfin Montréal, au Canada, pays dont elle acquiert la nationalité en 1960. Elle met ensuite un terme à sa carrière professorale pour se tourner vers le journalisme, collaborant à différents hebdomadaires tels que L'Express ou encore Elle.
Son premier roman, Écoutez la mer, paraît en 1962. La Clé sur la porte, publié en 1972, rencontre un certain succès et est adapté au cinéma par Yves Boisset, dans un film que Marie Cardinal juge être une  « trahison épouvantable ». C'est néanmoins avec son livre Les Mots pour le dire, publié en 1975 chez Grasset, qu'elle connaît la notoriété. Le livre est adapté au cinéma en 1983 par le réalisateur José Pinheiro avec Nicole Garcia, Daniel Mesguich et Marie-Christine Barrault, et au théâtre par Jade Lanza, dont la pièce de théâtre, mise en scène par Frédéric Souterelle, est jouée au Théâtre l'Archipel à Paris de septembre 2018 à avril 2019.
Son œuvre nourrie de ses souvenirs de Française née en Algérie est emblématique de la culture pied-noire, de la double appartenance culturelle entre l'Algérie et la France.
Elle est à l'initiative de la création du Syndicat des écrivains de langue française et en fut présidente honoraire à vie.
Elle meurt à l'hôpital de Valréas et est inhumée au cimetière de Malaucène (Vaucluse), village où elle a longtemps résidé.
Le fonds d’archives de Marie Cardinal (P996) est conservé au centre BAnQ Vieux-Montréal de Bibliothèque et Archives nationales du Québec.

## Œuvres
- Écoutez la mer (1962), prix international du premier roman
- La Mule de corbillard (1963)
- La Souricière (1965)
- Cet été-là (1967)
- La Clé sur la porte (1972)
- Les Mots pour le dire (1975) prix Littré, Grasset,  (ISBN 2-246-00211-7), broché ;  (ISBN 2-246-00212-5), luxe
- Autrement dit (1977)
- Une vie pour deux (1979)
- Au pays de mes racines suivi de Au pays de Moussia (1980).
- Le Passé empiété (1983)
- La Médée d'Euripide (théâtre) (1986) traduction
- Les Grands Désordres (1987).
- Les Pieds-Noirs (1988)
- Comme si de rien n'était (1990)
- Peer Gynt d'Henrik Ibsen (théâtre) (1991) traduction
- Les Troyennes d'Euripide (théâtre) (1993) traduction
- Les Jeudis de Charles et Lula (1994)
- Amour… Amours… (1998)
- Œdipe à Colone de Sophocle (théâtre) (2003) traduction
- L'Inédit (préf. Josyane Savigneau), Paris, Montréal, Grasset, Annika Parance Éditeur, 2013, 254 p. (ISBN 978-2-246-80418-5, lire en ligne).

## Filmographie

### Actrice
- 1967 : Mouchette de Robert Bresson : la mère de Mouchette
- 1967 : Deux ou trois choses que je sais d'elle[7] de Jean-Luc Godard : (Rôle inconnu)
- 1983 : Les Mots pour le dire de José Pinheiro : la monteuse